# Rinding (Ebersberg)
Rinding ist ein Gemeindeteil der Kreisstadt Ebersberg im oberbayerischen Landkreis Ebersberg. Das Dorf liegt circa zwei Kilometer östlich von Ebersberg.

## Baudenkmäler
- Kapelle